# Ťiang-su
Ťiang-su (čínsky pchin-jinem Jiāngsū, znaky zjednodušené 江苏, tradiční 江蘇) je pobřežní provincie Čínské lidové republiky, regionálně náležející k východní Číně. Ze všech čínských provincií má Ťiang-su druhé nejvyšší HDP a nejvyšší HDP na obyvatele, a jedná se tak o jednu z nejvyspělejších a ekonomicky nejsilnějších provincií. S rozlohou 98 285 km² a populací čítající přibližně 80,7 milionů obyvatel je Ťiang-su provincie s nejvyšší hustotou zalidnění z 23 čínských provincií. Hlavním městem provincie je Nanking, zatímco největším městem je Su-čou.

## Historie

### Císařské období
V dobách dynastie Chan byly oblasti dnešního Ťiang-su vzdáleny od tehdejších center čínské civilizace. V následujícím období tří říší se jih Ťiang-su stal jádrem říše Východní Wu, přičemž hlavním městem bylo Ťien-je (později přejmenováno na Ťien-kchang) rozkládající se na území dnešního Nankingu. V důsledku nomádských invazí do Číny ve 4. století byl císařský dvůr dynastie Ťin přesunut právě do Ťien-kchangu, přičemž do centrálního a jižního Ťiang-su se uchylovali migranti z postižených oblastí na severu Číny. Ťien-kchang dále zůstal hlavním městem pro čtyři následující jižní dynastie a stal se největším obchodním a kulturním centrem v Číně.
Po sjednocení Číny dynastií Suej v roce 581 se politické centrum Číny přesunulo na sever, nicméně v Ťiang-su došlo ke stavbě Velkého kanálu, spojujícího severní oblasti s prosperující deltou řeky Jang-c'. Dynastie Tchang byla závislá na každoročních dodávkách obilí z jižního Ťiang-su. V dobách dynastie Sung se rozvinula bohatá obchodnická třída a začala vznikat tržní ekonomika. Oblasti jižního Ťiang-su, Šanghaje a přilehlých oblastí se staly centrem obchodu; města jako Su-čou či Yang-čou proslula okázalostí a bohatstvím.
V roce 1127 získala džürčenská dynastie Ťin kontrolu nad severními částmi Číny, zatímco jih byl ovládán říší (jižní) Sung; hranici mimo jiné tvořila řeka Chuaj, která protéká severem provincie Ťiang-su.
Říše Ming si zpočátku za své hlavní město zvolila Nanking; oblasti v okolí Nankingu, zhruba odpovídající dnešním provinciím Ťiang-su a An-chuej, byly ustanoveny jako provincie Nan-č'-li. I přes to, že bylo císařské hlavní město později přesunuto na sever do Pekingu, si Nanking udržel svůj status jako hlavního města jihu. Nan-č'-li zůstalo i nadále důležitým centrem obchodu a textilního průmyslu.
V dobách dynastie Čching byla provincie Nan-č'-li reorganizována v provincii Ťiang-nan. V roce 1666 byla provincie rozdělena na Ťiang-su a An-chuej, načež hranice Ťiang-su se od té doby již výrazně neměnily.
S postupným pronikáním západních mocností do Číny od 40. let 19. století byla bohatá a obchodně významná delta Dlouhé řeky na jihu Ťiang-su stále více vystavována západnímu vlivu. Původně malé, bezvýznamné město Šanghaj se začalo rychle proměňovat v rostoucí metropolitní centrum finančnictví, obchodu a kosmopolitanismu. 
Významnou roli sehrály oblasti Ťiang-su také během Povstání tchaj-pchingů v letech 1851-1864, které vyústilo v založení tzv. Nebeské říše velkého míru, křesťanského teokratického státního útvaru se sídlem v Nankingu, tehdy dočasně přejmenovaném na Tchien-ťing.

### Čínská republika a druhá světová válka
Ťiang-su, podobně jako ostatní provincie, se po vzniku Čínské republiky v roce 1912 stalo předmětem soupeření a bojů mezi jednotlivými vojenskými vládci (tzv. militaristy). V roce 1927 byla v Nankingu Čankajškem ustavena nová vláda, která brzy poté prostřednictvím kuomintangské Národní revoluční armády získala kontrolu nad většinou Číny.
Situace se změnila s vypuknutím druhé čínsko-japonské války. 13. prosince 1937 byl dobyt Nanking, kde bylo japonskými vojsky spácháno množství válečných zločinů, souhrnně známých jako Nankingský masakr. Nanking byl také sídlem kolaborantské vlády, tzv. režimu Wang Ťing-weje. Provincie Ťiang-su setrvala okupována Japonskem až do konce války v roce 1945.

### Poválečné období a Čínská lidová republika
Po skončení druhé světové války, resp. v Číně druhé čínsko-japonské války, se Nanking znovu stal hlavním městem Čínské republiky. Následně došlo k obnovení bojů mezi kuomintangskými a komunistickými silami během tzv. druhé fáze čínské občanské války, přičemž v oblastech na severu Ťiang-su došlo na přelomu let 1948 a 1949 k rozhodující chuajchajské kampani, která vyústila v porážku kuomintangských sil a umožnila komunistickým vojskům postup na jih, včetně dobytí Nankingu.
Po uchopení moci komunisty a vzniku Čínské lidové republiky v roce 1949 bylo hlavní město Číny přesunuto z Nankingu do Pekingu, přičemž Nanking byl degradován na úroveň provinčního hlavního města. Při tzv. otevření Číny světu a souvisejících ekonomických reformách v osmdesátých letech bylo Ťiang-su vzhledem ke své pobřežní povaze jednou z provincií, v nichž bylo prvotní reformní úsilí lokalizováno. V roce 1984 byla dvě města v Ťiang-su, konkrétně Lien-jün-kang a Nan-tchung, určena jako oblasti otevřené zahraničním investicím.

## Geografie

### Poloha
Ťiang-su se nachází ve východní Číně na pobřeží Žlutého moře (a částečně také Východočínského moře). Na severu sousedí s provincií Šan-tung, na západě s provincií An-chuej, na jihu s provincií Če-ťiang a na jihovýchodě s přímo spravovaným městem Šanghaj. Žluté moře provincii obtéká z východu.

### Povrch
Provincie Ťiang-su je velmi rovinatá; roviny zaujímají 68% její rozlohy. Většina provincie nedosahuje vyšší nadmořské výšky než 50 metrů. Nejvyšším bodem provincie je hora Jün-tchaj poblíž města Lien-jün-kang, dosahující výšky 652 m n. m.

### Podnebí
Většina provincie má vlhké subtropické podnební (typ Cfa a Cwa), na severu postupně přechází ve vlhké kontinentální podnebí (typ Dwa). Sezónní změny počasí jsou výrazné. Průměrné teploty se pohybují  v rozmezí -1 až 4 °C v lednu, 26 až 29 °C v červenci. Deštivé je zejména období na pomezí jara a léta, během pozdního léta a začátku podzimu provincii zasahují tajfuny a bouřky. Průměrný roční úhrn srážek je 800–1200 mm, přičemž většina srážek je soustředěna během jihovýchodních monzunů v létě.

### Vodstvo
Vodní plochy představují 18% rozlohy provincie. Nejdelší čínská řeka Jang-c’-ťiang protéká provincií na jihu a vlévá se do Východočínského moře. Její delta je považována za hranici mezi Východočínským a Žlutým mořem. 
V Ťiang-su se také nachází množství jezer, největším z nich je Tchaj-chu, další významná jezera jsou Chung-ce-chu, Kao-jou-chu, Luo-ma-chu a Jang-čeng-chu.
Provincii od severu k jihu protíná Velký kanál, přičemž kříží všechny říční systémy tekoucí od východu na západ.
V provincii je rozvinutý zavlažovací systém, kvůli kterému se zejména jižní části Ťiang-su říká „země vody“. Město Su-čou na jihu provincie je natolik protkané kanály, že se mu dostalo přezdívky „Benátky východu“ či „Benátky orientu“.

## Administrativní členění
| Mapa provincie | Název (čínsky)     | Název (čínsky)     | Název (čínsky)     | Sídelní městský obvod | Počet obyvatel (2010) |
| Mapa provincie | český přepis       | znaky              | pchin-jin          | Sídelní městský obvod | Počet obyvatel (2010) |
| --- | ------------------ | ------------------ | ------------------ | --------------------- | --------------------- |
| Nanking Wu-si Sü-čou Čchang-čou Su-čou Nan-tchung Lien-jün-kang Chuaj-an Jen-čcheng Jang-čou Čen-ťiang Tchaj-čou Su-čchien Šanghaj | Subprovinční město | Subprovinční město | Subprovinční město | Subprovinční město    | Subprovinční město    |
| Nanking Wu-si Sü-čou Čchang-čou Su-čou Nan-tchung Lien-jün-kang Chuaj-an Jen-čcheng Jang-čou Čen-ťiang Tchaj-čou Su-čchien Šanghaj | Nan-ťing (Nanking) | 南京市             | Nánjīng Shì        | Süan-wu               | 8 004 680             |
| Nanking Wu-si Sü-čou Čchang-čou Su-čou Nan-tchung Lien-jün-kang Chuaj-an Jen-čcheng Jang-čou Čen-ťiang Tchaj-čou Su-čchien Šanghaj | Městská prefektura |                    |                    |                       |                       |
| Nanking Wu-si Sü-čou Čchang-čou Su-čou Nan-tchung Lien-jün-kang Chuaj-an Jen-čcheng Jang-čou Čen-ťiang Tchaj-čou Su-čchien Šanghaj | Čchang-čou         | 常州市             | Chángzhōu Shì      | Čung-lou              | 4 591 972             |
| Nanking Wu-si Sü-čou Čchang-čou Su-čou Nan-tchung Lien-jün-kang Chuaj-an Jen-čcheng Jang-čou Čen-ťiang Tchaj-čou Su-čchien Šanghaj | Chuaj-an           | 淮安市             | Huái'ān Shì        | Čching-chet           | 4 799 889             |
| Nanking Wu-si Sü-čou Čchang-čou Su-čou Nan-tchung Lien-jün-kang Chuaj-an Jen-čcheng Jang-čou Čen-ťiang Tchaj-čou Su-čchien Šanghaj | Lien-jün-kang      | 连云港市           | Liányúngǎng Shì    | Sin-pchu              | 4 393 914             |
| Nanking Wu-si Sü-čou Čchang-čou Su-čou Nan-tchung Lien-jün-kang Chuaj-an Jen-čcheng Jang-čou Čen-ťiang Tchaj-čou Su-čchien Šanghaj | Nan-tchung         | 南通市             | Nántōng Shì        | Čchung-čchuan         | 7 282 835             |
| Nanking Wu-si Sü-čou Čchang-čou Su-čou Nan-tchung Lien-jün-kang Chuaj-an Jen-čcheng Jang-čou Čen-ťiang Tchaj-čou Su-čchien Šanghaj | Su-čchien          | 宿迁市             | Sùqiān Shì         | Su-čcheng             | 4 715 553             |
| Nanking Wu-si Sü-čou Čchang-čou Su-čou Nan-tchung Lien-jün-kang Chuaj-an Jen-čcheng Jang-čou Čen-ťiang Tchaj-čou Su-čchien Šanghaj | Su-čou             | 苏州市             | Sūzhōu Shì         | Ťin-čchangt           | 10 465 994            |
| Nanking Wu-si Sü-čou Čchang-čou Su-čou Nan-tchung Lien-jün-kang Chuaj-an Jen-čcheng Jang-čou Čen-ťiang Tchaj-čou Su-čchien Šanghaj | Tchaj-čou          | 泰州市             | Tàizhōu Shì        | Chaj-ling             | 4 618 558             |
| Nanking Wu-si Sü-čou Čchang-čou Su-čou Nan-tchung Lien-jün-kang Chuaj-an Jen-čcheng Jang-čou Čen-ťiang Tchaj-čou Su-čchien Šanghaj | Wu-si              | 无锡市             | Wúxī Shì           | Čchung-an             | 6 372 624             |
| Nanking Wu-si Sü-čou Čchang-čou Su-čou Nan-tchung Lien-jün-kang Chuaj-an Jen-čcheng Jang-čou Čen-ťiang Tchaj-čou Su-čchien Šanghaj | Sü-čou             | 徐州市             | Xúzhōu Shì         | Jün-lung              | 8 580 500             |
| Nanking Wu-si Sü-čou Čchang-čou Su-čou Nan-tchung Lien-jün-kang Chuaj-an Jen-čcheng Jang-čou Čen-ťiang Tchaj-čou Su-čchien Šanghaj | Jen-čcheng         | 盐城市             | Yánchéng Shì       | Tching-chu            | 7 260 240             |
| Nanking Wu-si Sü-čou Čchang-čou Su-čou Nan-tchung Lien-jün-kang Chuaj-an Jen-čcheng Jang-čou Čen-ťiang Tchaj-čou Su-čchien Šanghaj | Jang-čou           | 扬州市             | Yángzhōu Shì       | Kuang-ling            | 4 459 760             |
| Nanking Wu-si Sü-čou Čchang-čou Su-čou Nan-tchung Lien-jün-kang Chuaj-an Jen-čcheng Jang-čou Čen-ťiang Tchaj-čou Su-čchien Šanghaj | Čen-ťiang          | 镇江市             | Zhènjiāng Shì      | Ťing-kchou            | 3 113 384             |

## Politika
Politický systém provincie je de facto strukturován jako systém vlády jedné strany (Komunistické strany Číny), podobně jako tomu je na celostátní úrovni, či ve všech dalších vládních orgánech na nižších úrovních.
Vrcholným výkonným orgánem provincie je Lidová vláda provincie Ťiang-su, v jejímž čele stojí guvernér provincie, nominálně nejvýše postavený představitel provincie. De facto je ale podřízen tajemníkovi provinčního výboru KSČ, neboť guvernér tradičně bývá zástupcem tajemníka provinčního výboru, tedy až druhým nejvýše postaveným stranickým hodnostářem v provincii.

Současným guvernérem je Sü Kchun-lin, tajemníkem provinčního výboru Komunistické strany Číny je Wu Čeng-lung.
| Guvernéři provincie Ťiang-su 1. Tchan Čen-lin (1952 – 1955) 2. Chuej Jü-jü (1955 – 1967) 3. Sü Š’-jou (1968 – 1973) 4. Pcheng Čchung (1974 – 1979) 5. Sü Ťia-tchun (1979 – 1982) 6. Chan Pchej-sin (1982 – 1983) 7. Ku Siou-lien (1983 – 1989) 8. Čchen Chuan-jou (1989 – 1994) 9. Čeng S’-lin (1994 – 1998) 10. Ťi Jün-š’ (1998 – 2002) 11. Liang Pao-chua (2002 – 2008) 12. Luo Č’-ťün (2008 – 2010) 13. Li Süe-jung (2010 – 2015) 14. Š' Tchaj-feng (2015 – 2017) 15. Wu Čeng-lung (2017 – 2021) 16. Sü Kchun-lin (2021 – úřadující) | Tajemníci výboru KS Číny provincie Ťiang-su 1. Kche Čching-š’ (1952 –1954) 2. Ťiang Wej-čching (1954 – 1967) 3. Sü Š’-jou (1970 – 1973) 4. Pcheng Čchung (1974 – 1977) 5. Sü Ťia-tchun (1977 – 1983) 6. Chan Pchej-sin (1938 – 1989) 7. Šen Ta-žen (1989 – 1993) 8. Čchen Chuan-jou (1993 – 2000) 9. Chuej Liang-jü (2000 – 2002) 10. Li Jüan-čchao (2002 – 2007) 11. Liang Pao-chua (2007– 2010) 12. Luo Č’-ťün (2010 – 2016) 13. Li Čchiang (2016 – 2017) 14. Lou Čchin-ťien (2017 – 2021) 15. Wu Čeng-lung (2021 – úřadující) |

## Ekonomika
V roce 2020 dosáhlo HDP provincie 10,27 bilionů jüanů (1,59 bilionu USD, 33,67 bilionů CZK), přičemž v porovnání s rokem 2019, kdy bylo HDP provincie 9,963 bilionů jüanů (1,564 bilionu USD, 32,67 bilionů CZK), zaznamenalo růst 3,9%. Ťiang-su je tedy provincie s druhým nejvyšším HDP v Číně. Od roku 2010 se HDP provincie více než zdvojnásobilo. HDP na obyvatele v roce 2020 v Ťiang-su dosáhlo 125 000 jüanů (19 230 USD, 410 000 CZK), což je nejvyšší HDP na obyvatele ze všech celků na provinční úrovni v Číně. Na tvorbě HDP Ťiang-su se primární sektor podílel z 4,5%, sekundární sektor z 44,5% a terciární sektor z 51%.
Guvernér provincie Wu Čeng-lung uvedl, že je cílem do pěti let dosáhnout výše HDP na obyvatele 150 000 jüanů a do roku 2035 jej oproti hodnotě z roku 2020 zdvojnásobit.
Mezi nejdůležitější průmyslová odvětví v Ťiang-su patří elektronika, telekomunikace, chemický průmysl, strojírenský průmysl, textilní průmysl, oděvnictví a metalurgie. V současnosti se Ťiang-su také orientuje na technologicky náročný (high-tech) průmysl a služby, především v oblasti high-tech zpracovatelského průmyslu se zaměřením na elektroniku a v oblasti informačních technologií.
Mezi nejdůležitější exportní komodity provincie patří elektronické a strojírenské výrobky, high-tech výrobky, stroje a příslušenství na automatické zpracovávání dat, oděvy a oděvní příslušenství. V roce 2019 představovaly elektronické produkty 66% celkové exportní hodnoty, resp. 1,796 mld. jüanů (5,888 mld. CZK). Mezi hlavní exportní trhy provincie patří Spojené státy, Hongkong, Japonsko a Jižní Korea.
Ťiang-su patří k provinciím s největším počtem různých rozvojových a hospodářských zón; v současnosti je v provincii 46 zón státní úrovně a 112 dalších provinčních zón. Tyto zóny se staly ukázkovými zónami pro soustředěné přímé zahraniční investice, mezinárodní obchod i technologické inovace.